# Никишенков, Михаил Кириллович
Михаил Кириллович Никишенков  — начальник управления треста «Салаватстрой», почётный гражданин городов Ишимбая и Салавата, села Красноусольского.

## Биография
Никишенков Михаил Кириллович родился в 1929 году.
С 1954 года Михаил Кириллович жил и работал в городе Салавате. Работал мастером-строителем, старшим прорабом, начальником строительного управления треста «Салаватстрой».
В 1971 году он назначен управляющим треста «Ишимбайжилстрой», который строил жилые дома, школы, больницы, детские сады, объекты культуры и социально-бытового назначения в городах Ишимбае, Салавате, Стерлитамаке, Мелеузе, Кумертау и в сельских районах юга Башкирии. С 1971 по 1990 годы управляющий трестом «Ишимбайжилстрой».
В 1966 году трест «Ишимбайжилстрой» принимал участие в восстановительных работах Ташкента после землетрясения. Трест «Ишимбайжилстрой» — неоднократный победитель во Всесоюзном конкурсе среди строительных предприятий.
Никишенков М. К. скончался 16 января 2011 года. Похоронен в городе Салавате.
Сын, Никишенков Михаил Михайлович (1955—2006), работал руководителем треста «Салаватстрой» с 1996 по 2005 годы. Сын и внук, Никишенков Кирилл Михайлович, также похоронены в Салавате.

## Награды
Самоотверженный труд Михаила Кирилловича отмечен двумя орденами «Трудового Красного Знамени», медалями. Ему присвоены почетные звания «Заслуженный строитель РСФСР» и «Заслуженный строитель БАССР».
М. К. Никишенков удостоен звания «Почётный гражданин города Ишимбая» (1999 г.), «Почётный гражданин села Красноусольского».
В 2000 году М. К. Никишенкову присвоено звание «Почётный гражданин города Салавата».